# Persówka
Persówka, krzyczek arabski (Hypocolius ampelinus) – gatunek średniej wielkości ptaka, jedynego przedstawiciela rodziny persówek (Hypocoliidae). Dawniej bywała także zaliczana do rodziny jemiołuszek (Bombacillidae). Zamieszkuje południowo-zachodnią Azję; częściowo wędrowna. Nie wyróżnia się podgatunków. Nie jest zagrożona.

## Morfologia
Mierzy 23 cm i osiąga masę ciała 48–57 g. Występuje dosyć wyraźny dymorfizm płciowy. Samiec jest niebieskoszary, ma czarną maskę, końce skrzydeł oraz pasek końcowy na ogonie. Samica brązowa i bez maski na głowie, a młode całe piaskowożółte.

## Zasięg występowania
Występuje we wschodnim Iraku, Kuwejcie, południowo-zachodnim i południowym Iranie, południowym Turkmenistanie, prawdopodobnie także w zachodnim Afganistanie. Zimuje w południowym Iranie, południowym Pakistanie, skrajnie północno-zachodnich Indiach, zachodniej i środkowej Arabii Saudyjskiej oraz w przybrzeżnych rejonach krajów na zachodnim wybrzeżu Zatoki Perskiej.

## Ekologia i zachowanie

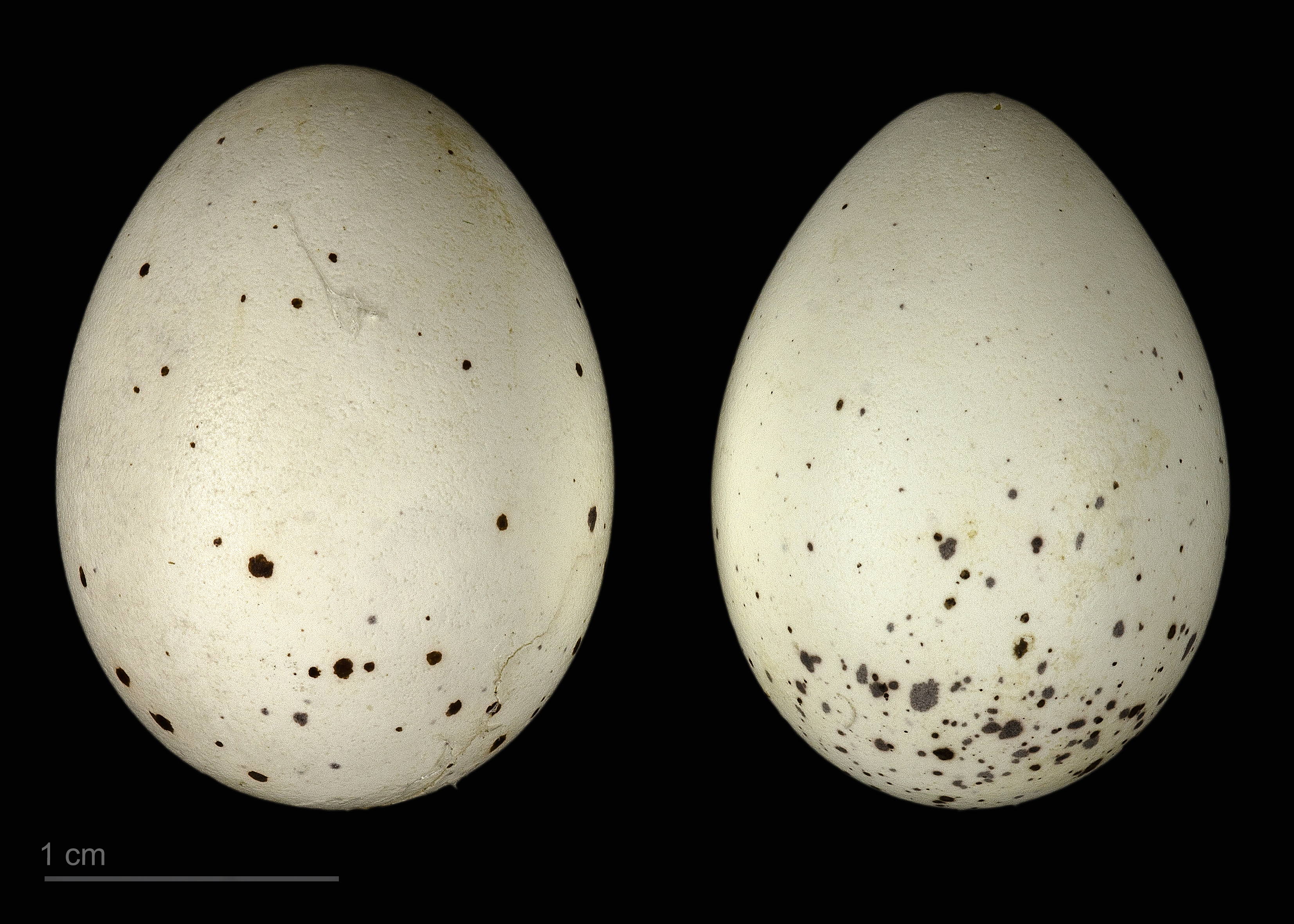
Jaja z kolekcji muzealnej

Jej środowisko to nizinne lasy i zadrzewienia, w większości z owocującymi drzewami. Zjada owoce, głównie drzewa arakowego (Salvadora persica) i daktyle; skład diety uzupełniają bezkręgowce. Prawdopodobnie typowo wyprowadza dwa lęgi w sezonie; składanie jaj ma miejsce od połowy maja do połowy lipca. Gniazdo ma kształt miseczki. Samica składa zazwyczaj 4 białe jaja, inkubacja trwa 14–15 dni. Wysiadywaniem jaj i opieką nad pisklętami zajmują się oboje rodzice.

## Status zagrożenia
Międzynarodowa Unia Ochrony Przyrody (IUCN) uznaje persówkę za gatunek najmniejszej troski (LC – least concern) nieprzerwanie od 1988 roku. Liczebność światowej populacji nie została oszacowana, ale ptak opisywany jest jako dość pospolity. Trend liczebności populacji nie jest znany.